# Finest Finger
Finest Finger è un album del gruppo musicale rock progressivo Sensations' Fix.

## Il disco
L'album segna la svolta definitiva del gruppo al krautrock: ciò sarà, però più evidente nel successivo album, Boxes Paradise, pubblicato un anno dopo.

## Tracce
1. Strange About your Hands
2. Just a Little Bit More on the Curve
3. Yardbirds Dream
4. Map
5. Boat of Madness
6. The Left Side on the Green (including Macumba Fog)
7. Finest Finger
8. Into the Memory

## Formazione
- Franco Falsini (voce, synth, tastiere, chitarra elettrica)
- Steve Head (tastiere, synth, moog)
- Richard Ursillo (chitarra elettrica, basso, fuzz)
- Keith Edwards (batteria)